# Gurwinder Singh
Gurwinder Singh (Jalandhar, 16 aprile 1986) è un calciatore indiano, difensore svincolato.

## Carriera

### Club
Ha giocato nella prima divisione indiana.

### Nazionale
Tra il 2013 ed il 2017 ha totalizzato complessivamente 10 presenze ed un gol con la nazionale indiana.